# Koruthaialos
Koruthaialos là một chi bướm ngày thuộc họ Bướm nâu.